# Campeonato Sub-17 de la AFC 1992
El Campeonato Sub-17 de la AFC 1992 fue la quinta edición, y la primera bajo el formato sub-17 del torneo de fútbol a nivel de selecciones sub-17 más importante de Asia organizado por la Confederación Asiática de Fútbol y que sirvió como la eliminatoria del continente rumbo al Mundial Sub-17 de 1993.
China venció en la final a Catar en Arabia Saudita para ser el campeón continental de la categoría por primera vez.

## Fase de grupos

### Grupo A
| # | País            | J | G | E | P | GF | GC | GD  | Pts |
| - | --------------- | - | - | - | - | -- | -- | --- | --- |
| 1 | Corea del Norte | 3 | 2 | 1 | 0 | 5  | 0  | +5  | 5   |
| 2 | Arabia Saudita  | 3 | 1 | 2 | 0 | 4  | 0  | +4  | 4   |
| 3 | Baréin          | 3 | 1 | 1 | 1 | 6  | 4  | +2  | 3   |
| 4 | Bangladés       | 3 | 0 | 0 | 3 | 2  | 13 | -11 | 0   |

| Equipo 1        | Resultado | Equipo 2        |
| --------------- | --------- | --------------- |
| Baréin          | 0-0       | Arabia Saudita  |
| Corea del Norte | 3-0       | Bangladés       |
| Bangladés       | 2-6       | Baréin          |
| Corea del Norte | 0-0       | Arabia Saudita  |
| Baréin          | 0-2       | Corea del Norte |
| Arabia Saudita  | 4-0       | Bangladés       |

### Grupo B
| # | País      | J | G | E | P | GF | GC | GD | Pts |
| - | --------- | - | - | - | - | -- | -- | -- | --- |
| 1 | China     | 3 | 2 | 1 | 0 | 3  | 1  | +2 | 5   |
| 2 | Catar     | 3 | 2 | 0 | 1 | 5  | 3  | +2 | 4   |
| 3 | Tailandia | 3 | 1 | 0 | 2 | 3  | 5  | -2 | 2   |
| 4 | UAE       | 3 | 0 | 1 | 2 | 3  | 5  | -2 | 1   |

| Equipo 1  | Resultado | Equipo 2  |
| --------- | --------- | --------- |
| Tailandia | 0-1       | China     |
| UAE       | 1-2       | Qatar     |
| Tailandia | 2-1       | UAE       |
| China     | 1-0       | Catar     |
| Catar     | 3-1       | Tailandia |
| UAE       | 1-1       | China     |

## Fase final
|  | Semifinales     | Semifinales    |   |                | Final           | Final |  |
|  |                 |                |   |                |                 |       |  |
|  |                 |                |   |                |                 |       |  |
|  | Riad            |                |   |                |                 |       |  |
|  | Corea del Norte | 1              |   |                |                 |       |  |
|  | Qatar           | 2              |   |                |                 |       |  |
|  |                 |                |   |                |                 |       |  |
|  |                 |                |   |                | Riad            |       |  |
|  |                 |                |   |                | Catar           | 2     |  |
|  |                 | China (DP 7-8) | 2 |                |                 |       |  |
|  |                 |                |   |                |                 |       |  |
|  |                 |                |   |                |                 |       |  |
|  |                 |                |   |                | Tercer lugar    |       |  |
|  | Riad            | Riad           |   | Riad           | Riad            |       |  |
|  | China           | 4              |   | Arabia Saudita | 2               |       |  |
|  | Arabia Saudita  | 1              |   |                | Corea del Norte | 1     |  |

## Campeón
| Campeonato Sub-17 de la AFC 1992      |
| ------------------------------------- |
| Bandera de la República Popular China |
| China 1º Título                       |

## Clasificados al Mundial Sub-17
| - Arabia Saudita | - China | - Catar |